# Haematococcus pluvialis

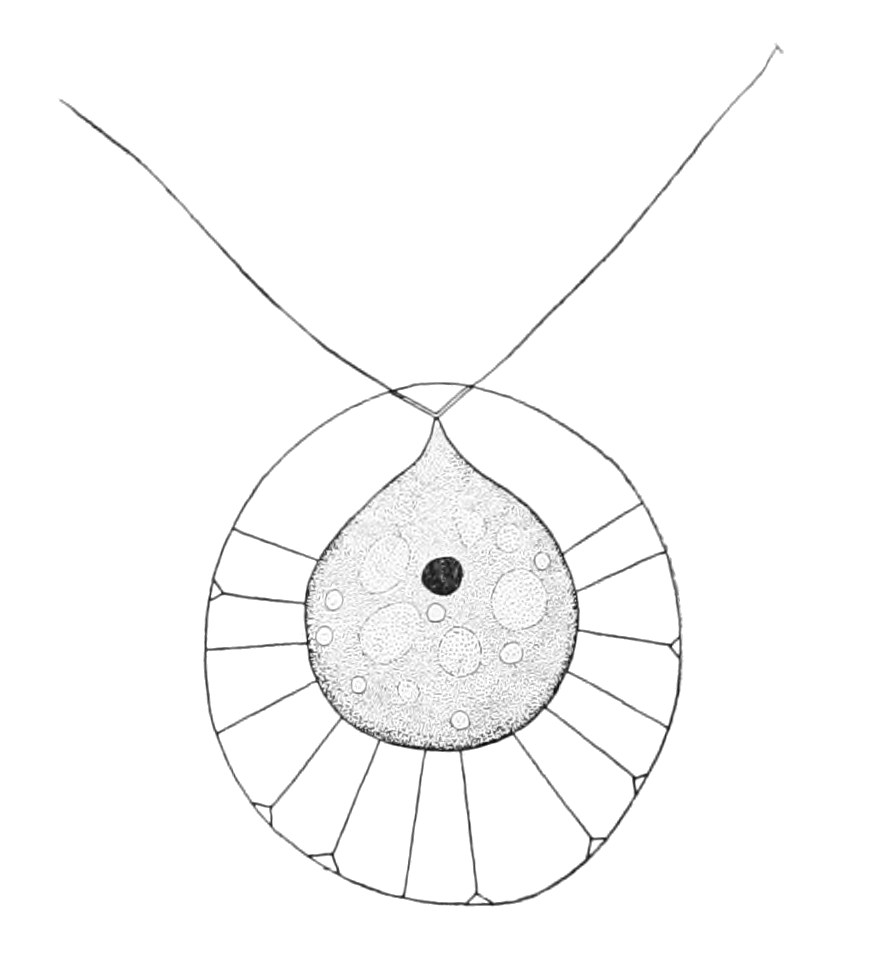
Desenho de Haematococcus pluvialis

Haematococcus pluvialis é uma alga de água doce e pode ser encontrada desde os lagos africanos às águas frias da Escandinávia. O habitat consiste em pequenas piscinas naturais que frequentemente secam, como as piscinas de rocha do Arquipélago de Estocolmo. É unicelular móvel e biflagelada.
Esta alga é a maior fonte de astaxantina encontrada na natureza. A astaxantina é produzida como forma de protecção contra as radiações ultravioleta que se acumula em condições de stress celular. Quando as condições do meio são desfavoráveis, o indivíduo tende a perder os flagelos, aumenta de volume e ocorre um espessamento da parede celular. Este indivíduo é designado por aplanosporo.